# Pemphredon beaumonti
Pemphredon beaumonti (лат.) — вид песочных ос рода Pemphredon из подсемейства Pemphredoninae (Crabronidae).

## Распространение
Европа: Финляндия, Франция, Швеция, Швейцария.

## Описание
Мелкая оса, длина менее 1 см (от 7 до 8,5 мм), чёрного цвета. Отличается тем, что у него: возвратная жилка постфуркальная, проподеальное тело сетчатое, а проподеальная подушечка узкая. Самка beaumonti отличается от двух видов Pemphredon baltica и Pemphredon lugubris скульптурой своего скутума: тусклая, с неровными морщинами поверхность у lugubris и baltica и гладкая, блестящяя, с грубыми неправильными ямковидными углублениями у beaumonti. Самец beaumonti характеризуется блестящим и грубо пунктированным скутумом (точки, прилегающие на половину диаметра). Pemphredon beaumonti отличается от Pemphredon rugifer жгутиками без четко выраженных тилоидов.
Передние крылья с 1 субдискоидальной и 2 дискоидальными ячейками. Птеростигма мелкая, субмаргинальная ячейка крупнее её. Усики самца 13-члениковые, самки — 12-члениковые. Нижнечелюстные щупики состоят из 6 члеников, а нижнегубные — из 4. Pemphredon охотятся на равнокрылых (Homoptera), в основном, из семейства настоящие тли.